# Mihai Bobocica
Mihai Razvan Bobocica (ur. 8 września 1986 w Krajowie) – włoski tenisista stołowy. Członek kadry narodowej i olimpijskiej Włoch. Jest sponsorowany przez japońską firmę Butterfly. Zawodnik włoskiego klubu tenisa stołowego Sterilgarda Tennistavolo Castel Goffredo (klub także sponsorowany jest przez firmę Tibhar). Naukę gry w tenisa stołowego rozpoczął w wieku 6 lat. Obecnie najlepszy tenisista stołowy we Włoszech i jeden z najlepszych w Europie. Od sezonu 2014/2015 będzie reprezentował klub sportowy Gwiazda Bydgoszcz w rozgrywkach Superligi.
- miejsce w światowym rankingu ITTF: 88
- styl gry: praworęczny, obustronny, szybki atak topspinowy z nastawieniem na forhend blisko stołu
- rodzaj trzymania rakietki: europejski